# Beroun (distrikt)

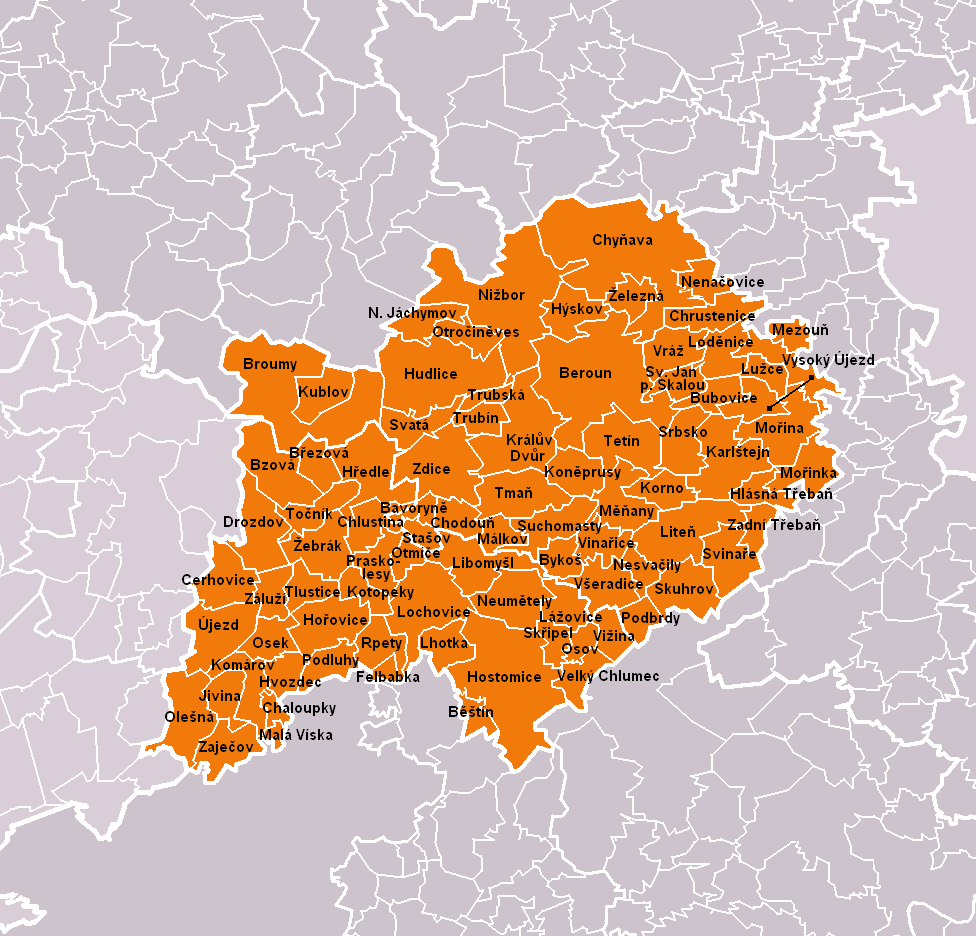
Städer och byar

Beroun (tjeckiska: Okres Beroun) är ett distrikt i Mellersta Böhmen i Tjeckien. Centralort är Beroun.

## Komplett lista över städer och byar
(städer, köpstäder och byar)
- Bavoryně
- Beroun
- Běštín
- Broumy
- Březová
- Bubovice
- Bykoš
- Bzová
- Cerhovice
- Drozdov
- Felbabka
- Hlásná Třebaň
- Hořovice
- Hostomice
- Hředle
- Hudlice
- Hvozdec
- Hýskov
- Chaloupky
- Chlustina
- Chodouň
- Chrustenice
- Chyňava
- Jivina
- Karlštejn
- Komárov
- Koněprusy
- Korno
- Kotopeky
- Králův Dvůr
- Kublov
- Lážovice
- Lhotka
- Libomyšl
- Liteň
- Loděnice
- Lochovice
- Lužce
- Malá Víska
- Málkov
- Měňany
- Mezouň
- Mořina
- Mořinka
- Nenačovice
- Nesvačily
- Neumětely
- Nižbor
- Nový Jáchymov
- Olešná
- Osek
- Osov
- Otmíče
- Otročiněves
- Podbrdy
- Podluhy
- Praskolesy
- Rpety
- Skřipel
- Skuhrov
- Srbsko
- Stašov
- Suchomasty
- Svatá
- Svatý Jan pod Skalou
- Svinaře
- Tetín
- Tlustice
- Tmaň
- Točník
- Trubín
- Trubská
- Újezd
- Velký Chlumec
- Vinařice
- Vižina
- Vráž
- Všeradice
- Vysoký Újezd
- Zadní Třebaň
- Zaječov
- Záluží
- Zdice
- Žebrák
- Železná